# بولشایا
بولشایا (به لاتین: Bolshaya) یک رود در روسیه است که در سرزمین کامچاتکا واقع شده‌است.